# 国鉄シキ850形貨車
国鉄シキ850形貨車（こくてつシキ850がたかしゃ）は、115 トン積み分割落し込み式大物車である。1976年（昭和51年）9月28日に日本車輌製造で1両が製造された。1977年（昭和52年）4月15日に同じく日本車輌製造で分割低床式の梁が追加製造され、荷受梁を交換することで85 トン積み分割低床式大物車としても使用できるようになった。分割落し込み式の梁がシキ850C、分割低床式の梁がシキ850Dである。日本通運所有の私有貨車で、日本国有鉄道（国鉄）、後に日本貨物鉄道（JR貨物）に車籍を編入している。

## 概要
直径800 mmの車輪を用いたNC-7形のイコライザー式三軸ボギー台車を4台装備し、合計12軸の車両である。2台の台車の間に枕梁を渡し、枕梁同士の間に荷受梁を渡す構造となっている。ブレーキは手動積空切り替え式のKSD方式のものを装備している。最高運転速度はどちらの形式の梁を装備しているときでも、積車時65 km/h、空車時75 km/hである。シキ1000形と並び、従来形式の大物車が脱線対策などで積車時の運行速度が低く制限されていたことを改善した、高性能大物車となっている。
分割落し込み式のC梁を装備した状態では車体全長22,650 mmで、落し込み部の搭載寸法は長さ6,800 mm、幅2,700 mmである。圧延鋼を溶接で組み立てたガーダー構造の荷受梁となっている。分割落し込み式で、横梁の部分を両端の構造から分離することができるが、取り付けるヒンジは内外に2箇所あり、どちらに横梁を取り付けても115 トンの荷重である。
分割低床式のD梁を装備した状態では、荷重85 トン、車体全長25,550 mmで、低床部の有効長さは6,500 mm、低床部のレール面上高さは630 mmである。C梁とD梁の交換に際しては、枕枠より下部を共通利用し、荷受梁より上は全て取り替える。低床部を支える両側の構造は、吊り掛け式大物車のシュナーベルに類似したものとなっており、溶接で組み立てたガーダー構造となっている。低床部は、取り外したときに貨物を搭載してコロで移動できるように、下面も平坦となるように設計されている。また左右に2分割されており、それぞれをボルトで固定する構造になっている。取り付けたとき、中央部に640 mmの隙間が生じる構造である。また、ジャッキアップする受け座が用意されている。
日本通運所有の私有貨車で、常備駅は末広町駅である。2009年4月の時点で1両が在籍している。